# Ordrup

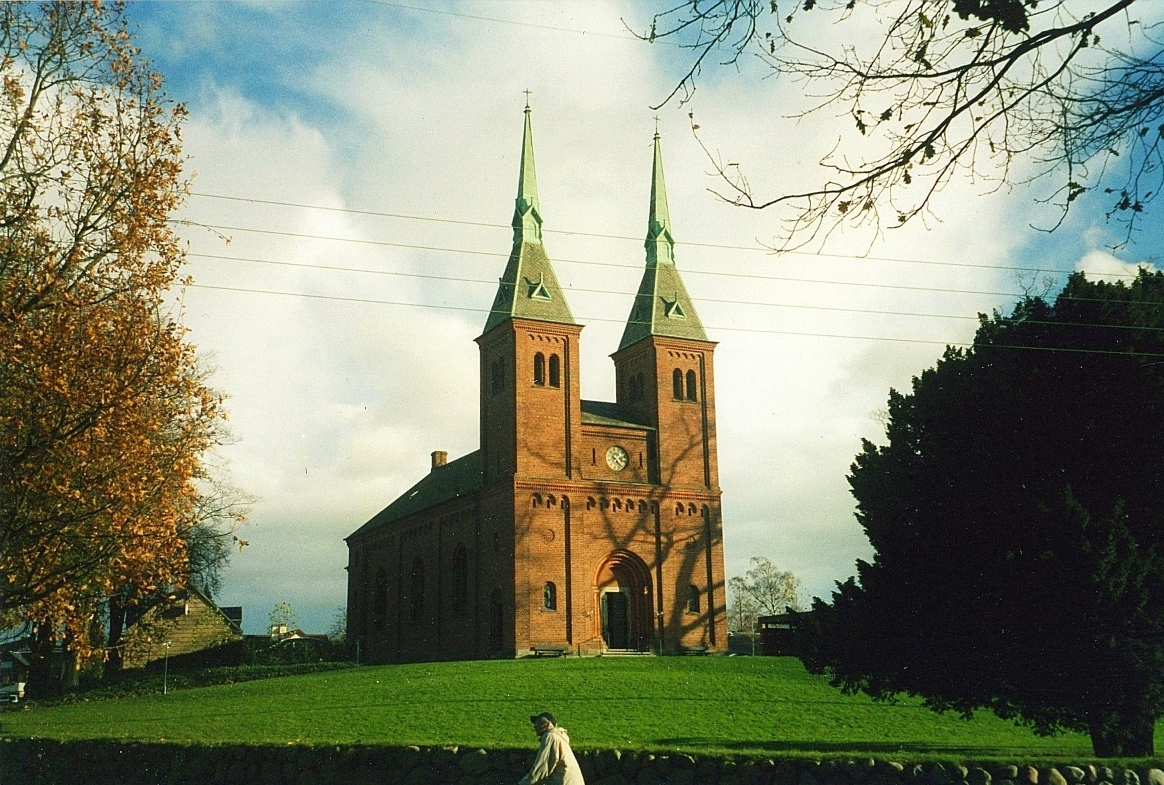
L'église d'Ordrup

Ordrup est un quartier situé dans la banlieue nord de Copenhague au Danemark, rattachée à la municipalité de Gentofte.

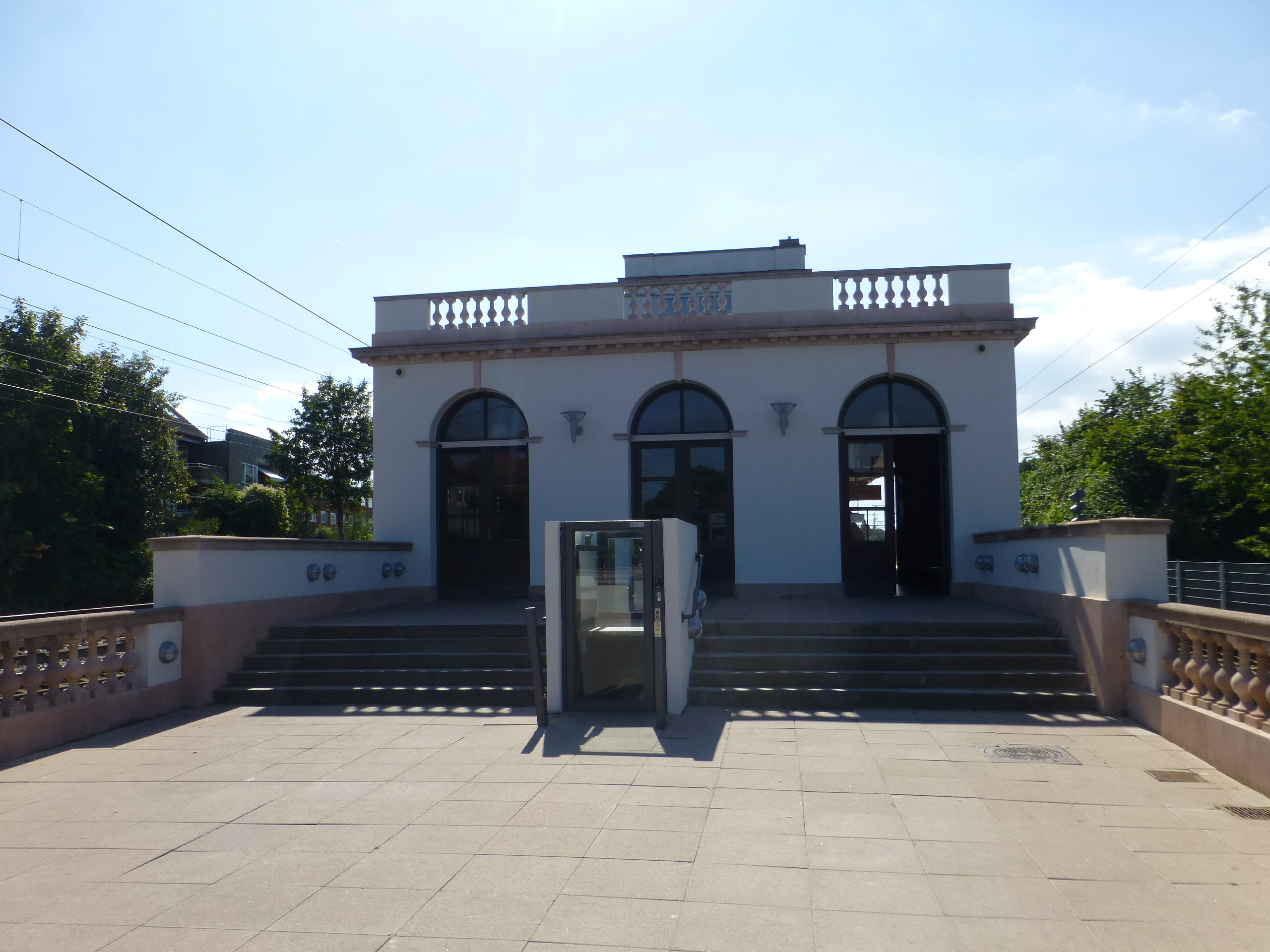
La gare d'Ordrup.

Le quartier est desservi par la gare d'Ordrup du réseau S-tog de Grand Copenhague.

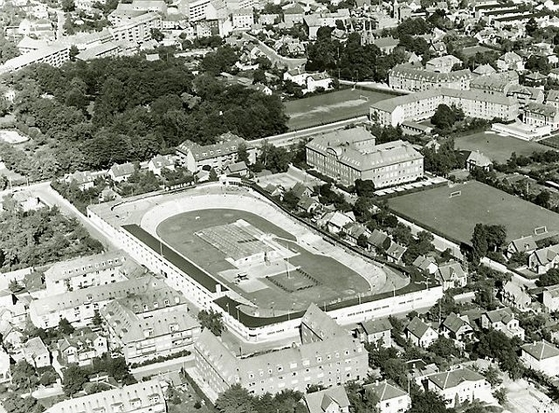
Le vélodrome d'Ordrup en 1956.

Plusieurs championnats du monde de cyclisme sur piste y ont été organisés avant-guerre sur le vélodrome d'Ordrup construit en 1903.